# Conte di Lincoln
Conte di Lincoln è un titolo ereditario della nobiltà inglese della Parìa inglese.

## Storia

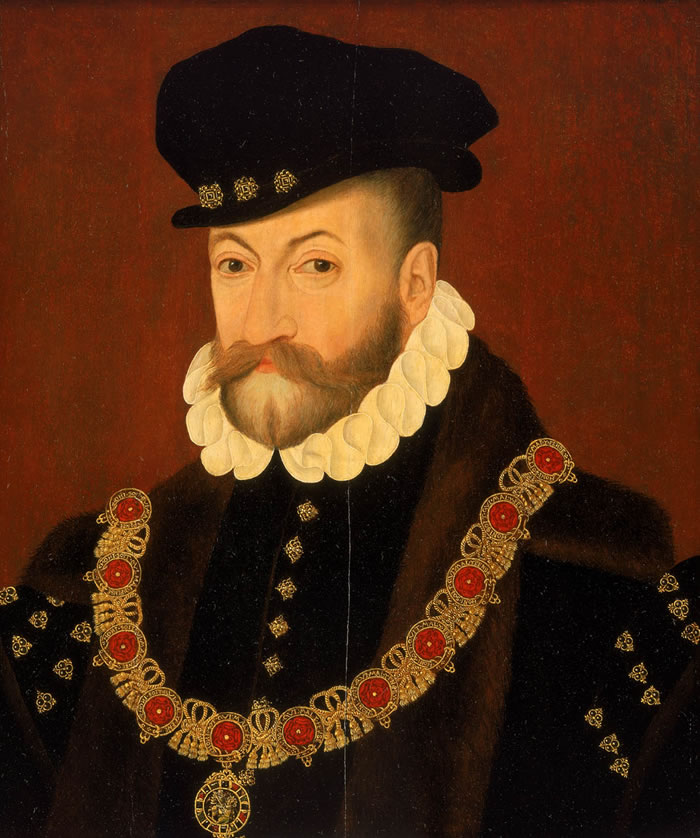
Edward Clinton, I conte di Lincoln (IX creazione del titolo)

Il titolo di conte di Lincoln venne creato per la prima volta nel 1143 per William d'Aubigny, I conte di Arundel, I conte di Arundel, il quale è citato per la prima volta proprio in quell'anno in due carteggi dell'Abbazia di Affligem, in rappresentanza della moglie Adeliza di Lovanio. Esso venne creato una seconda volta da Stefano d'Inghilterra tra il 1143 ed il 1145 per William de Roumare il quale, essendo morto poi senza eredi, ripassò il titolo alla corona inglese. Stefano diede nuovamente il titolo nel 1147 a Gilbert de Gant, ma anch'egli alla sua morte nel 1156 dovette far tornare il titolo alla corona britannica. Il titolo venne ricreato una quarta volta nel 1217 per Ranulph de Blondeville, e anche in questo caso quando egli morì nel 1232 la contea tornò alla corona inglese.
Esso venne creato per la quinta volta nel 1232 per John de Lacy, il quale aveva sposato una delle nipoti di Ranulph de Blondeville. Suo nipote, il terzo conte, sposò Margaret Longespee e la loro figlia, Alice de Lacy ereditò la contea. Ella divenne inoltre moglie di Tommaso Plantageneto. La coppia non ebbe figli ed alla morte di Alice nel 1348 i domini tornarono alla corona inglese e l'anno successivo passarono a suo cognato, Enrico Plantageneto, successivamente creato Duca di Lancaster. Alla sua morte nel 1361 il titolo si estinse.
Il titolo venne creato per la settima volta nel 1467 per John de la Pole. Egli era il figlio maggiore di John de la Pole, II duca di Suffolk, e di Elisabetta di York. Egli precedette il padre nella morte e il titolo si estinse alla morte di quello nel 1487. Il titolo venne in seguito nuovamente ricreato nel 1525 per Henry Brandon. Egli era l'unico figlio di Charles Brandon, I duca di Suffolk, e di sua moglie Maria Tudor. Egli morì all'età di 11 anni nel 1534 ed il titolo si estinse.
Il titolo venne creato per la nona volta nel 1572 per il comandante della marina Edward Clinton, IX barone Clinton (vedi Barone Clinton). Egli aveva prestato servizio come Lord High Admiral sotto Edoardo VI d'Inghilterra, Maria I d'Inghilterra, Elisabetta I d'Inghilterra.
Un suo discendente, il quinto conte, morì senza eredi sopravvissutigli nel 1692 e pertanto la baronia ereditaria e la contea vennero separate. La prima passò ai suoi zii mentre nella contea egli venne succeduto da un suo cugino di secondo grado. Questi era nipote di sir Edward Clinton, secondo figlio del secondo conte.
Successivamente Henry Pelham-Clinton, IX conte di Lincoln, venne nominato Duca di Newcastle ed il titolo di conte di Lincoln divenne sussidiario di questo ducato sino alla morte del X duca quando il ducato si estinse per la mancanza di eredi. Riprese dunque vigore così la contea di Lincoln, alla quale succedette Edward Horace Fiennes-Clinton, suo lontano cugino, il quale divenne XVIII conte di Lincoln.
La sede storica dei duchi di Newcastle era Clumber House presso Worksop, Nottinghamshire. Ad ogni modo la casa venne demolita nel 1938 ed il terreno circostante venne venduto nel 1946 alla National Trust e costituisce attualmente un parco aperto al pubblico.
Una grande collezione di carte storiche dei Pelham-Clinton duchi di Newcastle-under-Lyne è stata depositata presso il dipartimento "Manoscritti e Collezioni Speciali" dell'Università di Nottingham.

## Conti di Lincoln, prima creazione (1143)
- William d'Aubigny, I conte di Arundel, I conte di Lincoln (c. 1109–1176)

## Conti di Lincoln, seconda creazione (dopo il 1143)
- William de Roumare, conte di Lincoln (1096–1155)

## Conti di Lincoln, terza creazione (1147)
- Gilbert de Gant, conte di Lincoln (1120–1156)

## Conti di Lincoln, quarta creazione (1217)
- Ranulph de Blondeville, IV conte di Chester (1172–1231)
- Hawise di Chester, contessa suo jure, 1231-1232
- Margaret de Lacy, contessa suo jure 1232-1266 con
- John de Lacy, II conte di Lincoln (1232–1240)
- Henry de Lacy, III conte di Lincoln (1251–1311)
- Alice de Lacy (1281–1348)

## Conti di Lincoln, quinta creazione (1349)
- vedi Duca di Lancaster (creazione del 1351)

## Conti di Lincoln, sesta creazione (1467)
- John de la Pole, I conte di Lincoln (1462–1487)

## Conti di Lincoln, settima creazione (1525)
- Henry Brandon, I conte di Lincoln (1516–1534)

## Conti di Lincoln, ottava creazione (1572)
- Edward Clinton, I conte di Lincoln (1512–1585)
- Henry Clinton, II conte di Lincoln (1539–1616)
- Thomas Clinton, III conte di Lincoln (1568–1619)
- Theophilus Clinton, IV conte di Lincoln (1600–1667)
- Edward Clinton, V conte di Lincoln (m. 1692)
- Francis Clinton, VI conte di Lincoln (1635–1693)
- Henry Clinton, VII conte di Lincoln (1684–1728)
- George Clinton, VIII conte di Lincoln (1718–1730)
- Henry Pelham-Clinton, IX conte di Lincoln (1720–1794), succeduto come Duca di Newcastle-under-Lyne nel 1768
- Henry Pelham-Clinton, II duca di Newcastle-under-Lyne, IX conte di Lincoln (1720–1794)
- Thomas Pelham-Clinton, III duca di Newcastle, X conte di Lincoln (1752–1795)
- Henry Pelham-Clinton, IV duca di Newcastle, XI conte di Lincoln (1785–1851)
- Henry Pelham-Clinton, V duca di Newcastle, XII conte di Lincoln (1811–1864)
- Henry Pelham-Clinton, VI duca di Newcastle, XIII conte di Lincoln (1834–1879)
- Henry Pelham-Clinton, VII duca di Newcastle, XIV conte di Lincoln (1864–1928)
- Francis Pelham-Clinton-Hope, VIII duca di Newcastle, XV conte di Lincoln (1866–1941)
- Henry Pelham-Clinton-Hope, IX duca di Newcastle, XVI conte di Lincoln (1907–1988)
- Edward Pelham-Clinton, X duca di Newcastle, XVII conte di Lincoln (1920–1988)
- Edward Horace Fiennes-Clinton, XVIII conte di Lincoln (1913–2001)
- Robert Edward Fiennes-Clinton, XIX conte di Lincoln (n. 1972)